# پرچم جزایر قناری

پرچم دولتی جزایر قناری. تناسب: ۲:۳

پرچم غیر نظامی جزایر قناری. تناسب: ۲:۳

پرچم بخش خود مختار جزایر قناری پرچمی سه‌رنگ متشکل از سه نوار هم‌اندازهٔ عمودی سفید، آبی و زردرنگ است که در تاریخ ۱۶ اوت ۱۹۸۲ مورد پذیرش قرار گرفت. پرچم دولتی دارای نشان رسمی در نوار میانی پرچم است اما پرچم غیر نظامی دیگر این نشان را ندارد.

## تاریخچه و نمادشناسی
ریشهٔ پرچم سه‌رنگ جزایر قناری به جنبش آزادی‌خواهانهٔ اهالی این جزایر در دههٔ ۱۹۶۰ بازمی‌گردد. طراحی پرچم را کارمن سارمیِنتو و پسرانش آرتورو و جزوس کانترو سارمینتو انجام داده و آن را نخستین بار در قالب پرچمی کاغذی در ۸ سپتامبر ۱۹۶۱ در معرض نمایش گذاردند. 
این پرچم ترکیبی است از رنگ‌های آبی و سفید استان سانتا کروس ده تنریفه با رنگ‌های آبی و زرد استان لاس پالماس.

## پرچم‌های جزیره

پرچم ال هیرو
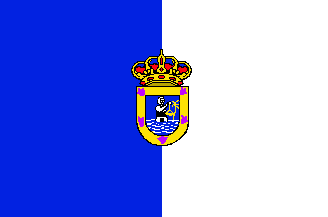
پرچم لا پالما
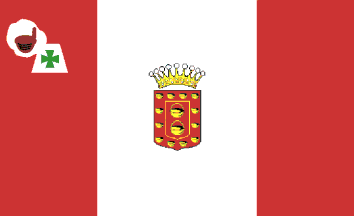
پرچم لا گومرا
پرچم تنریفه
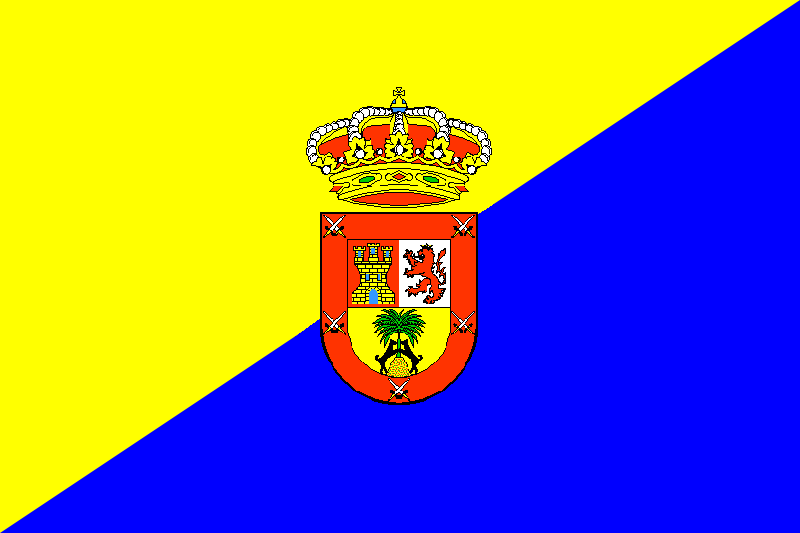
پرچم گرن کاناریا
پرچم فوئرته‌ونتورا
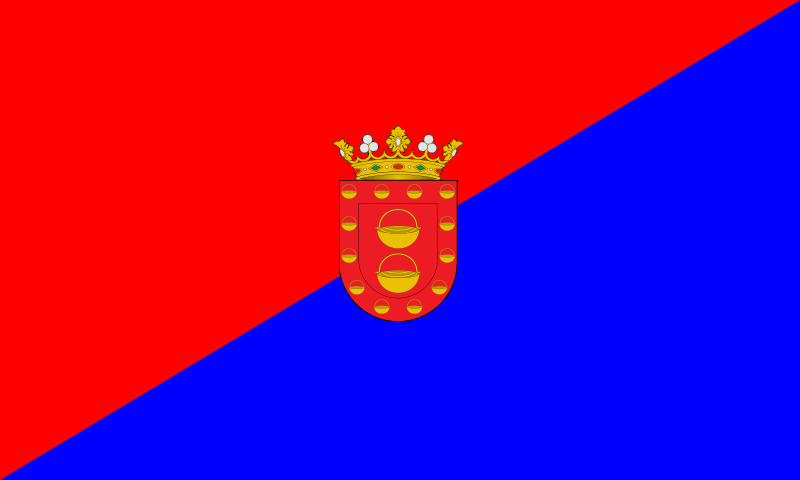
پرچم لانزاروته